# Мидинипур
Мидинипур (англ. Medinipur) или Миднапур (англ. Midnapore) — город в индийском штате Западная Бенгалия. Административный центр округа Западный Миднапур. Средняя высота над уровнем моря — 23 метра. По данным всеиндийской переписи 2001 года, в городе проживало 153 349 человек. Уровень грамотности взрослого населения составлял 75 % (при общеиндийском показателе 59,5 %). Уровень грамотности среди мужчин составлял 80 %, среди женщин — 71 %. 10 % населения было моложе 6 лет.